# Mistrzostwa Świata Juniorów w Hokeju na Lodzie 2020
44. Mistrzostwa Świata Juniorów w Hokeju na Lodzie 2020 organizowane przez IIHF odbyły się w Czechach. Miastami goszczącymi najlepsze juniorskie reprezentacje świata zostały Ostrawa i Trzyniec. Turniej elity rozegrany został w dniach 26 grudnia 2019 – 5 stycznia 2020 roku. Zawody były jednocześnie kwalifikacją do następnego turnieju.

## Elita
Turniej został rozegrany w dniach od 26 grudnia 2019 do 5 stycznia 2020 roku w Ostrawie i Trzyńcu w Czechach. Wzięło w nim udział 10 najlepszych drużyn świata.
W tej części mistrzostw uczestniczy 10 najlepszych drużyn na świecie. System rozgrywania meczów jest inny niż w niższych dywizjach. Najpierw drużyny rozgrywają mecze w fazie grupowej (2 grupy po 5 zespołów), systemem każdy z każdym. Do fazy pucharowej, czyli ćwierćfinałów awansuje po 4 drużyny z obu grup. Najsłabsza drużyna z każdej z grup zagra w fazie play-off do dwóch zwycięstw. Drużyna, która przegrała dwukrotnie spadła do niższej dywizji.
| Msc. | Reprezentacja     |
| ---- | ----------------- |
|      | Kanada            |
|      | Rosja             |
|      | Szwecja           |
| 4    | Finlandia         |
| 5    | Szwajcaria        |
| 6    | Stany Zjednoczone |
| 7    | Czechy            |
| 8    | Słowacja          |
| 9    | Niemcy            |
| 10   | Kazachstan        |

## Dywizja I
Grupa A Dywizji I jest drugą klasą mistrzowską, z której najlepsza drużyna uzyskuje awans do Elity, a ostatni zespół jest degradowany do Grupy B Dywizji I. Grupa B Dywizji I stanowi trzecią klasę mistrzowską. Jej zwycięzca zapewnia sobie awans do Dywizji I Grupy A, zaś ostatnia drużyny spada do Dywizji II Grupy A.

### Grupa A
Mistrzostwa Świata Dywizji I Grupy A zostały rozegrane w dniach od 9 do 15 grudnia 2019 roku w Mińsku, stolicy Białorusi.
| Msc. | Reprezentacja |
| ---- | ------------- |
| 1    | Austria       |
| 2    | Łotwa         |
| 3    | Białoruś      |
| 4    | Norwegia      |
| 5    | Dania         |
| 6    | Słowenia      |

### Grupa B
Mistrzostwa Świata Dywizji I Grupy B zostały rozegrane w dniach od 12 do 18 grudnia 2019 roku w Kijowie, stolicy Ukrainy. 
| Msc. | Reprezentacja |
| ---- | ------------- |
| 1    | Węgry         |
| 2    | Francja       |
| 3    | Ukraina       |
| 4    | Polska        |
| 5    | Estonia       |
| 6    | Włochy        |

## Dywizja II
Grupa A Dywizji II jest czwartą klasą mistrzowską, z której pierwsza drużyna uzyskuje awans do Dywizji I Grupy B, a ostatni zespół jest degradowany do Grupy B Dywizji II. Grupa B Dywizji II stanowi piątą klasę mistrzowską. Jej zwycięzca zapewnia sobie awans do Dywizji II Grupy A, zaś ostatnia drużyny spada do Dywizji III.

### Grupa A
Mistrzostwa Świata Dywizji II Grupy A zostały rozegrane w dniach od 6 do 12 stycznia 2020 roku w Wilnie, stolicy Litwy. 
| Msc. | Reprezentacja   |
| ---- | --------------- |
| 1    | Japonia         |
| 2    | Wielka Brytania |
| 3    | Litwa           |
| 4    | Rumunia         |
| 5    | Hiszpania       |
| 6    | Serbia          |

### Grupa B
Mistrzostwa Świata Dywizji II Grupy B zostały rozegrane w dniach od 28 stycznia do 3 lutego 2020 roku w Gangneung, w Korei Południowej. 
| Msc. | Reprezentacja    |
| ---- | ---------------- |
| 1    | Korea Południowa |
| 2    | Holandia         |
| 3    | Chiny            |
| 4    | Chorwacja        |
| 5    | Belgia           |
| 6    | Izrael           |

## Dywizja III
Dywizja III jest szóstą klasą mistrzowską. Zwycięzca zapewnia sobie awans do Dywizji II Grupy B.
Mistrzostwa Świata Dywizji III zostały rozegrane w dniach od 13 do 19 stycznia 2020 roku w Sofii w Bułgarii. 
| Msc. | Reprezentacja     |
| ---- | ----------------- |
| 1    | Islandia          |
| 2    | Australia         |
| 3    | Turcja            |
| 4    | Meksyk            |
| 5    | Bułgaria          |
| 6    | Nowa Zelandia     |
| 7    | Chińskie Tajpej   |
| 8    | Południowa Afryka |